# Kelly Sotherton
Kelly Sotherton (ur. 13 listopada 1976 w Newport) – brytyjska siedmioboistka, dwukrotna olimpijka (2004, 2008), w tym medalistka olimpijska z 2004 roku.
Urodziła się w Newport na wyspie Isle of Wight w Wielkiej Brytanii. W dzieciństwie najpierw grała w netball, jednak później postanowiła trenować wieloboje lekkoatletyczne.
Z powodu serii kontuzji Sotherton ogłosiła w 2010 zakończenie kariery wielobojowej i wyspecjalizowanie się w biegu na 400 metrów. Rok później postanowiła jednak wrócić do wieloboju, a w 2012 ostatecznie zakończyła lekkoatletyczną karierę.
Sotherton czterokrotnie ustanawiała halowe rekordy Wielkiej Brytanii – dwukrotnie w pięcioboju i dwukrotnie na 100 metrów przez płotki – jej wynik na 100 metrów przez płotki (13,48 w 2006) jest aktualnym rekordem kraju w tej rzadko rozgrywanej w hali konkurencji.

## Osiągnięcia medalowe

### Igrzyska Olimpijskie
|            | Miejsce | Data | Konkurencja | Wynik | Miejsce   |
| ---------- | ------- | ---- | ----------- | ----- | --------- |
| Ateny 2004 | Ateny   | 2004 | siedmiobój  | 6424  | 3 miejsce |

### Mistrzostwa Świata
|            | Miejsce | Data             | Konkurencja | Wynik | Miejsce   |
| ---------- | ------- | ---------------- | ----------- | ----- | --------- |
| Osaka 2007 | Osaka   | 26 sierpnia 2007 | siedmiobój  | 6510  | 3 miejsce |

### Halowe Mistrzostwa Świata
|               | Miasto   | Data         | Konkurencja | Wynik | Miejsce   |
| ------------- | -------- | ------------ | ----------- | ----- | --------- |
| Walencja 2008 | Walencja | 7 marca 2008 | pęciobój    | 4852  | 2 miejsce |

### Halowe Mistrzostwa Europy
|                 | Miejsce    | Data | Konkurencja | Wynik    | Miejsce   |
| --------------- | ---------- | ---- | ----------- | -------- | --------- |
| Madryt 2005     | Madryt     | 2005 | pięciobój   | 4733     | 2 miejsce |
| Birmingham 2007 | Birmingham | 2007 | pięciobój   | 4927(NR) | 2 miejsce |

### Igrzyska Wspólnoty Narodów
|                            | Miejsce   | Data | Konkurencja | Wynik | Miejsce   |
| -------------------------- | --------- | ---- | ----------- | ----- | --------- |
| Igrzyska Wspólnoty Narodów | Melbourne | 2006 | siedmiobój  | 6396  | 1 miejsce |

## Rekordy życiowe
| Konkurencja          | Miejsce    | Data       | Wynik        |
| -------------------- | ---------- | ---------- | ------------ |
| 200 m                | Pekin      | 15 08 2008 | 23,39 s      |
| 200 m (hala)         | Birmingham | 26 02 2008 | 23,71 s      |
| 400 m                | Gateshead  | 31 08 2008 | 52,19 s      |
| 400 m (hala)         | Birmingham | 16 02 2008 | 52,47 s      |
| 800 m                | Pekin      | 16 08 2008 | 2.07,34 min  |
| 100 m przez płotki   | Pekin      | 15 08 2008 | 13,18 s      |
| Skok wzwyż - stadion | Szczecin   | 07 07 2007 | 1,87 m       |
| Skok wzwyż - hala    | Birmingham | 02 03 2008 | 1,88 m       |
| Skok w dal           | Londyn     | 25 07 2008 | 6,79 m       |
| Pchnięcie kulą       | Long Beach | 19 04 2008 | 14,66 m      |
| Rzut oszczepem       | Götzis     | 30 05 2004 | 40,81 m      |
| Siedmiobój           | Götzis     | 29 05 2005 | 6547 punktów |